# Кубок Польщі з футболу 1998—1999
Кубок Польщі з футболу 1998–1999 — 45-й розіграш кубкового футбольного турніру в Польщі. Титул вдруге поспіль здобула Аміка (Вронкі).

## Календар
| Раунд            | Дата                      | Матчі | Клуби    |
| ---------------- | ------------------------- | ----- | -------- |
| Попередній раунд | 24-25 липня 1998          | 9     | 103 → 94 |
| Перший раунд     | 26-30 липня 1998          | 20    | 94 → 74  |
| Другий раунд     | 11-19 серпня 1998         | 28    | 74 → 46  |
| Третій раунд     | 23-30 вересня 1998        | 14    | 46 → 32  |
| 1/16 фіналу      | 10-14 жовтня 1998         | 16    | 32 → 16  |
| 1/8 фіналу       | 7 листопада 1998          | 8     | 16 → 8   |
| 1/4 фіналу       | 10 березня/14 квітня 1999 | 8     | 8 → 4    |
| 1/2 фіналу       | 4-19 травня 1999          | 4     | 4 → 2    |
| Фінал            | 13 червня 1999            | 1     | 2 → 1    |

## Попередній раунд
| Команда 1             | Рахунок      | Команда 2                 |
| --------------------- | ------------ | ------------------------- |
| 24 липня 1998         |              |                           |
| Обра (Косцян)         | 1:2          | Погонь (Свебодзін)        |
| Ягеллонка (Нешава)    | 3:1          | МКС Кутно                 |
| Унія (Скерневіце)     | 3:5          | П'яст (Блашкі)            |
| Патря (Бук)           | 4:2 дч       | Чарні (Вітниця)           |
| Погонь (Седльце)      | 1:2          | Підляшшя (Біла Підляська) |
| Камакс (Каньчуга)     | 7:1          | Ізолятор (Богухвала)      |
| Помезаня (Мальборк)   | 2:1          | Погонь (Лемборк)          |
| КемБуд-2 (Єленя-Ґура) | 1:1 пен. 3:4 | Ниса (Клодзько)           |
| 24 липня 1998         |              |                           |
| Спарта (Бродниця)     | 0:0 пен. 1:3 | Орзел (Валч)              |

## Перший раунд
| Команда 1                    | Рахунок      | Команда 2                            |
| ---------------------------- | ------------ | ------------------------------------ |
| 26-30 липня 1998             |              |                                      |
| Жбік (Насельськ)             | 3:0          | Легія II (Варшава)                   |
| Енергетик (Грифіно)          | 2:1          | Гриф (Поланув)                       |
| Гриф (Вейгерово)             | 3:1          | Помезаня (Мальборк)                  |
| Орзел (Валч)                 | 1:3          | Ґопланя (Іновроцлав)                 |
| Мронговя (Мронгово)          | 5:4 дч       | Мазур (Елк)                          |
| Патря (Бук)                  | 1:3 дч       | Погонь (Свебодзін)                   |
| Ягеллонка (Нешава)           | 7:0          | Гурник (Клодава)                     |
| Остров'я (Острув-Мазовецька) | 1:4 дч       | Олімпія (Замбрів)                    |
| Полонія (Кемпно)             | 0:2          | П'яст (Блашкі)                       |
| Ягеллонія (Білосток)         | +:-          | Підляшшя (Біла Підляська)            |
| Ниса (Клодзько)              | 1:2 дч       | Хробри (Глогув)                      |
| Одра-2 (Ополе)               | 2:1 дч       | Полонія (Сьрода-Шльонська)           |
| Старт (Лодзь)                | 1:2          | Пйотрковія (Пйотркув-Трибунальський) |
| Ракув-2 (Ченстохова)         | 0:1          | Ґрунвальд (Руда-Шльонська)           |
| МЗКС Альверня                | 2:0          | Унія (Освенцим)                      |
| Лєварт (Любартів)            | 3:1          | Шидловянка (Шидловець)               |
| Ґраніца (Дорогуськ)          | 0:2          | Томасовія (Томашів-Любельський)      |
| ГКС Рудкі                    | 0:3          | Сталь-2 (Стальова Воля)              |
| Санов'я (Лісько)             | 2:3          | Камакс (Каньчуга)                    |
| Ґлінік (Горлиці)             | 2:2 пен. 3:5 | Віслока (Дембиця)                    |

## Другий раунд
| Команда 1                            | Рахунок      | Команда 2                |
| ------------------------------------ | ------------ | ------------------------ |
| 11-19 серпня 1998                    |              |                          |
| Енергетик (Грифіно)                  | 0:2 дч       | Алюмініум (Конін)        |
| Хемік (Полице)                       | 1:1 пен. 4:2 | Лехія (Зелена Гура)      |
| Ґопланя (Іновроцлав)                 | 2:4          | Лехія/Полонія (Гданськ)  |
| Гриф (Вейгерово)                     | 3:1          | Завіша (Бидгощ)          |
| Куяви (Влоцлавек)                    | -:+          | КС Мишкув                |
| Вармя (Ольштин)                      | 1:0          | Елана (Торунь)           |
| Мронговя (Мронгово)                  | 0:7          | ГКС (Белхатув)           |
| Олімпія (Замбрів)                    | 0:1          | Єзьорак (Ілава)          |
| Ягеллонка (Нешава)                   | 2:1          | Цераміка (Опочно)        |
| Одра (Ополе)                         | 0:3          | Гурник (Валбжих)         |
| Хробри (Глогув)                      | 0:5          | Варта (Намислув)         |
| Погонь (Свебодзін)                   | 2:2 пен. 1:3 | Медзь (Легниця)          |
| Жбік (Насельськ)                     | 0:5          | РКС (Радомсько)          |
| Варта (Познань)                      | 1:5          | Шльонськ (Вроцлав)       |
| Пйотрковія (Пйотркув-Трибунальський) | 2:0          | Полонія/Шомберки (Битом) |
| П'яст (Блашкі)                       | 1:3          | Напшуд (Ридултови)       |
| Лєварт (Любартів)                    | 0:3          | Сталь (Стальова Воля)    |
| Ягеллонія (Білосток)                 | 0:2          | Авіа (Свідник)           |
| Томасовія (Томашів-Любельський)      | 0:3          | Корона (Кельці)          |
| Світ (Новий-Двір-Мазовецький)        | 3:0          | Гурник (Ленчна)          |
| Чувай (Перемишль)                    | 0:11         | Гетьман (Замостя)        |
| Віслока (Дембиця)                    | 1:2 дч       | Вавель (Краків)          |
| МЗКС Альверня                        | +:-          | Окоцимскі (Бжесько)      |
| Камакс (Каньчуга)                    | 3:2          | Унія (Тарнів)            |
| Ґрунвальд (Руда-Шльонська)           | 2:1          | Гутник (Краків)          |
| Одра-2 (Ополе)                       | 0:4          | Рух (Радзьонкув)         |
| КемБуд (Єленя-Ґура)                  | +:-          | Сокол (Тихи)             |
| Сталь-2 (Стальова Воля)              | 0:3          | Краковія (Краків)        |

## Третій раунд
| Команда 1                     | Рахунок      | Команда 2                            |
| ----------------------------- | ------------ | ------------------------------------ |
| 23 вересня 1998               |              |                                      |
| Гриф (Вейгерово)              | 0:0 пен. 3:4 | Лехія/Полонія (Гданськ)              |
| МЗКС Альверня                 | 2:4          | Вавель (Краків)                      |
| Ягеллонка (Нешава)            | 1:1 пен. 4:5 | Алюмініум (Конін)                    |
| Світ (Новий-Двір-Мазовецький) | 1:0          | Єзьорак (Ілава)                      |
| Камакс (Каньчуга)             | 0:2          | Гетьман (Замостя)                    |
| Медзь (Легниця)               | 1:2          | КемБуд (Єленя-Ґура)                  |
| Краковія (Краків)             | 1:0          | КС Мишкув                            |
| РКС (Радомсько)               | 3:2          | Пйотрковія (Пйотркув-Трибунальський) |
| Варта (Намислув)              | 3:1          | Гурник (Валбжих)                     |
| Сталь (Стальова Воля)         | -:+          | Напшуд (Ридултови)                   |
| Хемік (Полице)                | 1:0          | Шльонськ (Вроцлав)                   |
| Корона (Кельці)               | 2:2 пен. 4:2 | Авіа (Свідник)                       |
| 29 вересня 1998               |              |                                      |
| Ґрунвальд (Руда-Шльонська)    | 3:1          | Рух (Радзьонкув)                     |
| 30 вересня 1998               |              |                                      |
| Вармя (Ольштин)               | 1:3          | ГКС (Белхатув)                       |

## 1/16 фіналу
| Команда 1                           | Рахунок      | Команда 2                   |
| ----------------------------------- | ------------ | --------------------------- |
| 10 жовтня 1998                      |              |                             |
| Вавель (Краків)                     | 1:0          | Ґрунвальд (Руда-Шльонська)  |
| РКС (Радомсько)                     | 1:0          | Гурник (Забже)              |
| 13 жовтня 1998                      |              |                             |
| КемБуд (Єленя-Ґура)                 | 1:3          | Вісла (Краків)              |
| 14 жовтня 1998                      |              |                             |
| Алюмініум (Конін)                   | 6:0          | Погонь (Щецин)              |
| Варта (Намислув)                    | 1:1 пен. 2:4 | Одра (Водзіслав-Шльонський) |
| Напшуд (Ридултови)                  | 0:0 пен. 3:4 | Рух (Хожув)                 |
| Ракув (Ченстохова)                  | 0:0 пен. 2:4 | Відзев (Лодзь)              |
| Ґроцлін (Гродзиськ-Великопольський) | 2:2 пен. 4:3 | Заглембє (Любін)            |
| Лехія/Полонія (Гданськ)             | 2:3          | ОКС Стоміл (Ольштин)        |
| Світ (Новий-Двір-Мазовецький)       | 1:3          | Легія (Варшава)             |
| Гетьман (Замостя)                   | 0:4          | ГКС (Белхатув)              |
| Краковія (Краків)                   | 2:3          | ГКС (Катовиці)              |
| Хемік (Полице)                      | 0:2          | Аміка (Вронкі)              |
| Корона (Кельці)                     | 2:0          | Полонія (Варшава)           |
| КСЗО (Островець-Свентокшиський)     | 0:1          | ЛКС (Лодзь)                 |
| Петрохемя (Плоцьк)                  | 2:1          | Лех (Познань)               |

## 1/8 фіналу
| Команда 1                           | Рахунок      | Команда 2                   |
| ----------------------------------- | ------------ | --------------------------- |
| 7 листопада 1999                    |              |                             |
| РКС (Радомсько)                     | 3:1          | Вісла (Краків)              |
| Алюмініум (Конін)                   | 1:0          | Одра (Водзіслав-Шльонський) |
| Вавель (Краків)                     | 0:3          | Рух (Хожув)                 |
| Ґроцлін (Гродзиськ-Великопольський) | 0:4          | Відзев (Лодзь)              |
| Петрохемя (Плоцьк)                  | 0:1          | ОКС Стоміл (Ольштин)        |
| ГКС (Белхатув)                      | 0:0 пен. 3:2 | Легія (Варшава)             |
| Корона (Кельці)                     | 1:0          | ГКС (Катовиці)              |
| Аміка (Вронкі)                      | 2:1          | ЛКС (Лодзь)                 |

## 1/4 фіналу
| Команда 1                 | Заг.    | Команда 2            | 1-й матч | 2-й матч |
| ------------------------- | ------- | -------------------- | -------- | -------- |
| 10 березня/14 квітня 1999 |         |                      |          |          |
| Корона (Кельці)           | 2:2 (ч) | ГКС (Белхатув)       | 2:1      | 0:1      |
| Рух (Хожув)               | 4:1     | РКС (Радомсько)      | 2:1      | 2:0      |
| Аміка (Вронкі)            | 4:1     | ОКС Стоміл (Ольштин) | 3:0      | 1:1      |
| Відзев (Лодзь)            | 3:1     | Алюмініум (Конін)    | 3:0      | 0:1      |

## 1/2 фіналу
| Команда 1        | Заг.         | Команда 2      | 1-й матч | 2-й матч |
| ---------------- | ------------ | -------------- | -------- | -------- |
| 4/19 травня 1999 |              |                |          |          |
| ГКС (Белхатув)   | 1:0          | Рух (Хожув)    | 0:0      | 1:0      |
| 5/19 травня 1999 |              |                |          |          |
| Аміка (Вронкі)   | 2:2 пен. 8:7 | Відзев (Лодзь) | 1:1      | 1:1 дч   |

## Фінал
| 13 червня 1999 |

| Аміка (Вронкі) | 1:0      | ГКС (Белхатув) |
| -------------- | -------- | -------------- |
| Сяра 46'       | Протокол |                |

| Міський стадіон, Познань Глядачів: 3 000 Арбітр: Яцек Ґранат |